# Sphaerelictis
Sphaerelictis is een geslacht van vlinders van de familie sikkelmotten (Oecophoridae), uit de onderfamilie Oecophorinae.

## Soorten
- S. dorothea Meyrick, 1924
- S. hepialella (Walker, 1864)
- S. niphodisca Turner, 1940
- S. thwaitesi (Moore, 1882)